# Museo Erótico de Varsovia
El Museo Erótico de Varsovia (en polaco Muzeum Erotyki w Warszawie) fue el único museo en Polonia dedicado al arte erótico. Fue un museo privado que operaba desde 2011, y uno de los pocos en Europa que reunía objetos eróticos de todos los continentes. Se encontraba ubicado cerca del Jardín Sajón en Varsovia. El museo cerró en enero de 2012. 

## Colección
El museo poseía más de 2000 artículos, que se dividían en:
- Arte popular africano
- Porcelana china
- Relieves bajos indios
- Pinturas japonesas shunga
- Miniaturas persas
- Cerámica peruana
- Penes votivos tailandeses
- Pinturas votivas tibetanas